# 1887 au théâtre
| Années du théâtre : 1884 - 1885 - 1886 - 1887 - 1888 - 1889 - 1890    |
| Décennies du théâtre : 1850 - 1860 - 1870 - 1880 - 1890 - 1900 - 1910 |

## Pièces de théâtre représentées
- 19 novembre : Ivanov d'Anton Tchekhov, au Théâtre Korch de Moscou. La pièce, sous-titrée « comédie en quatre actes » est un échec ; Tchekhov en écrit une seconde mouture sous-titrée cette fois « drame en quatre actes », où les conventions de l'époque sont mieux respectées et qui obtient un triomphe en 1889.

## Naissances
- 25 février : Les Kourbas, metteur en scène soviétique, mort le 3 novembre 1937.

## Décès
- 6 mars : Joseph Autran, poète et auteur dramatique français, né le 20 juin 1813.
- 5 avril : Henri Dupin, auteur dramatique et librettiste français, né le 1er septembre 1787.

- 20 novembre : François-Arsène Chèze de Cahagne dit Arsène de Cey, auteur dramatique et romancier français, né le 2 mars 1803.